# Inomjon Usmonxo‘jayev
Inomjon Buzrukovich Usmonxo'jayev (uzbeque: Иномцон Бузрукович Усмонхўжаев ; russo: Инамдцан Бузрукович УСманцодцаев; 21 de maio de 1930, Fergana - 17 de março de 2017, Fergana) foi um político uzbeque, serviu como o décimo primeiro secretário do Partido Comunista do Uzbequistão. Usmonxo'jayev tornou-se secretário-geral após o desastroso "Escândalo do Algodão".

## O escândalo do algodão
Usmonxo'jayev sucedeu Sharof Rashidov, que era secretário-geral desde a década de 1950. À medida que as ordens de Moscou para crescer mais e mais algodão espiralaram, o governo uzbeque respondeu relatando crescimento milagroso em terras irrigadas e colhidas, e melhorias recordes na produção e eficiência. Hoje parece que a maioria desses registros foram falsificados. A falsificação dos resultados envolveu muitos funcionários do Governo da União Soviética em Moscou e no Uzbequistão.
Em 1986, foi anunciado que quase todo o partido e a liderança governamental da república haviam conspirado na falsificação de figuras de produção de algodão. Um expurgo maciço (apenas um ministro sobreviveu ao expurgo) da liderança uzbeque foi realizado, com promotores trazidos de Moscou, levando a prisões, execuções e suicídios generalizados. Talvez nunca se saiba o quão alta a corrupção se estendeu, já que o próprio genro de Leonid Brejnev, Yuri Churbanov, foi implicado no caso.
Em 1989, Usmonxo'jayev foi acusado do "Escândalo do Algodão" e condenado a 12 anos de prisão. Depois de pouco tempo, em 1990 ele foi libertado da prisão, mas não foi totalmente absolvido. A Suprema Corte do Uzbequistão reabilitou totalmente Usmonxo'jayev em 18 de novembro de 2016, após a morte do primeiro presidente do país Islam Karimov.

## Mandato de Usmonxo'jayev
Foi quando Usmonxo'jayev era secretário-geral que imagens de satélite mostravam que os relatórios do governo uzbeque eram falsos. Usmonxo'jayev ocupou sua posição durante todo o escândalo, servindo como um fantoche de Moscou enquanto o Comitê Central tentava fortalecer seu controle no Uzbequistão. Usmonxo'jayev foi Secretário Geral de 3 de novembro de 1983 a 12 de janeiro de 1988. Seu substituto foi Rafiq Nishonov.
Em 12 de janeiro de 1988, ele foi dispensado de suas funções como primeiro secretário do Comitê Central do Partido Comunista do Uzbequistão "em conexão com sua aposentadoria", e em 24 de maio de 1988, ele foi removido do Presidium do Soviete Supremo da União Soviética. Em 28 de novembro de 1988, ele foi removido do Comitê Central do PCUS "por ter se comprometido".
Morreu em 17 de março de 2017, aos 86 anos.